# Eupatorium mohrii
Eupatorium mohrii е вид тревисто многогодишно растение от семейство Сложноцветни (Asteraceae). Видът е незастрашен от изчезване.

## Разпространение
Eupatorium mohrii е разпространено в югоизточните и южните централни щати на САЩ, в крайбрежната равнина от Вирджиния до Тексас. Среща се още в Доминиканската република.